# クヌギカレハ
クヌギカレハ（椚枯葉蛾、学名 : Kunugia undans）とは、チョウ目カレハガ科に属するガの一種である。

## 分布
日本、シベリア、朝鮮半島、中国、インドに分布。

## 亜種
- 屋久島以北亜種 : Kunugia undans flaveola (Motschulsky, 1866)
- 琉球亜種 : Kunugia undans iwasakii (Nagano, 1917)

琉球亜種は沖縄ではヤマンギと呼ばれ、毒が強いとして恐れられている。

## 形態
黄土色っぽい枯葉のような翅を持つ。開張はオス35mm、メス43mm。幼虫は黄土色っぽい種類や、灰褐色の種類などがあり、頭部付近に2束毒針毛の束を持つ。刺激を受けると、この束は膨らむ。毒針毛は繭にもあるが、成虫にはない。

## 食草
クヌギ、ナラ、サクラ、ウメ、ヤナギ、ホルトノキなどを食草とする。